# Promachus aldrichii
Promachus aldrichii là một loài ruồi trong họ Asilidae. Promachus aldrichii được Hine miêu tả năm 1911. Loài này phân bố ở vùng Tân Bắc giới.